# Helena Kagan
Helena Kagan (in ebraico הלנה כגן‎?; Tashkent, 25 settembre 1889 – Gerusalemme, 22 agosto 1978) è stata un medico israeliano.
Fu un pioniere nella pediatria in Israele, attiva a Gerusalemme. È stata responsabile dell'espansione delle cure sanitarie in Israele. Lavorando sotto gli auspici dell'organizzazione Hadassah, ella riuscì ad offrire un trattamento sanitario a generazioni di bambini locali, a prescindere dalla appartenenza religiosa dei loro genitori.

## Biografia
Helena Kagan è nata a Tashkent, in Uzbekistan, da Moshe e Miriam Kagan, una coppia di ebrei di Riga. Ebbero anche un figlio di nome Noach. Quando suo padre, un ingegnere, rifiutò di convertirsi al cristianesimo perse il lavoro. Tuttavia i suoi genitori riuscirono a pagare la retta scolastica per Helena e suo fratello maggiore e si laurearono nel 1905.
Kagan ha studiato pianoforte al Musikschule Konservatorium di Berna e Medicina presso l'Università di Berna, laureandosi nel 1910 e si specializzò a Berna come pediatra.
Nel 1936, Kagan sposò Emil Hauser, un violinista che era membro del Budapest String Quartet e che fondò il Conservatorio di Musica della Palestina a Gerusalemme. Kagan morì senza figli il 22 agosto 1978.

## Carriera medica
Nella primavera del 1914 Kagan si trasferì a Gerusalemme. Nell'impossibilità di ottenere una licenza per esercitare la professione medica, decise di aprire una clinica nella sua casa, insegnando alle giovani donne arabe ed ebree a diventare infermiere e ostetriche.
Nel 1916, dopo che gli ultimi due medici di sesso maschile furono espulsi dalla città da parte delle autorità ottomane e giocando un ruolo decisivo nel contenere un'epidemia di colera, alla Kagan fu concessa una licenza onorifica ed iniziò a lavorare presso l'ospedale per bambini piccoli, diventando il primo pediatra nel paese e l'unico medico femminile dell'impero ottomano, dirigendo l'ospedale come capo della sua ala di pediatria fino al 1925. Dopo di ciò, iniziò a lavorare nel 1925 presso la Casa per Neonati dei Bambini Arabi nella Città Vecchia di Gerusalemme, dove prestò servizio come direttore medico fino al 1948. Fu inoltre uno dei fondatori della Histadrut Nashim Ivriot (Organizzazione delle Donne Ebraiche), che divenne la sezione locale del WIZO.
Kagan istituì l'Israel Pediatrics Association nel 1927. Nello stesso anno aprì un rifugio per bambini di strada e un centro sanitario nella Città Vecchia di Gerusalemme per le madri che lavorano, precursore di quelli noti oggi come Tipat Chalav (Cliniche per bambini). Nel 1936 ha fondato il reparto di pediatria del Bikur Cholim Hospital di Gerusalemme, che ha diretto fino al 1975. Nel 1947 è stata eletta membro del Consiglio di Fondazione dell'Università Ebraica di Gerusalemme, diventando il suo vice-presidente nel 1965.

## Premi e riconoscimenti
Ha ricevuto il Premio Israele nel 1975 per il contributo speciale alla società e per essere stata al servizio della comunità. Il reparto pediatrico del Bikur Holim Hospital e un centro comunitario in Katamonim, Gerusalemme, portano il suo nome rispettivamente dal 1962 e dal 1968. Nei suoi ultimi anni la Kagan ha lavorato come consulente per il Ministero della Salute, mantenendo il lavoro di consulenza pediatrica a casa.